# Sven-Eric Wigren
Sven-Eric Wigren, född 7 juni 1880 i Jönköping, död 24 juni 1960 i Adolf Fredriks församling, Stockholm, var en svensk skådespelare. 

## Filmografi
- 1933 – Pettersson & Bendel
- 1940 – Stål
- 1944 – Vi behöver varann
- 1944 – Kejsarn av Portugallien
- 1945 – Gomorron Bill!
- 1946 – Begär